# Lijst van springspinnen
De lijst van springspinnen geeft een overzicht van alle wetenschappelijk beschreven soorten springspinnen (Salticidae). In verband met de omvang van de lijst is deze gesplitst in drie afzonderlijke delen:
- Lijst van springspinnen A-G
- Lijst van springspinnen H-O
- Lijst van springspinnen P-Z